# Zinkkarbonat
Zinkkarbonat (ZnCO3) är ett vitt, fast ämne som bland annat används som tillsats i kreatursfoder. Som mineral benämns ämnet zinkspat.

## Egenskaper
Zinkkarbonat är ett vitt luktfritt pulver. Vid upphettning till 300 °C sönderfaller zinkkarbonat till zinkoxid och koldioxid. Det används bland annat som tillsats i kreatursfoder.

## Historia
Ämnet har givit namn åt grundämnet kadmium, då kadmium tidigare betraktats som en förorening i zinkkarbonat.